# Márton Árpád (politikus)
Márton Árpád (Magyarlápos, 1955. március 25. –) erdélyi magyar színész, költő, újságíró, politikus, Kovászna megye parlamenti képviselője, az RMDSZ képviselőházi frakciójának vezetője.

## Életpályája
Elemi és középiskoláit Nagybányán végezte, ahol 1974-ben érettségizett. Ezt követően a marosvásárhelyi Pedagógiai Főiskola matematika-fizika szakos hallgatója volt. 1975 és 1979 között a Szentgyörgyi István Színművészeti Főiskolán színészi diplomát szerzett. 1979 augusztusa és 1990 januárja között a sepsiszentgyörgyi színház színészeként tevékenykedett, néhány előadást is rendezett. Szavaink szépapái c. előadói estjén Lászlóffy Csaba versciklusát mutatta be (1981), Anyám, anyám, édesanyám c. népdal-összeállítása Balázs Éva előadásában került színre (1987). Versei az Igaz Szó című irodalmi folyóiratban jelentek meg. Az 1990-es években több lapnak, köztük a sepsiszentgyörgyi Európai Idő, is állandó munkatársa volt.
1989 decemberében egyike volt MADISZ alapítóinak és beválasztották a sepsiszentgyörgyi városi tanácsba. 1990-től a román parlament képviselőházának tagja. 2002-ben immár képviselőként végezte el a bukaresti Titu Maiorescu Egyetem jogi karát.  Az 1992–2004 közötti időszakban több ciklusban töltötte be a frakcióvezető-helyettesi tisztséget, jelenleg frakcióvezetőként tevékenykedik. Az 1992–1996, valamint a 2000–2004 törvényhozási ciklusokban a képviselőház művelődési bizottságának titkára volt.
A Magyar Állandó Értekezlet (MAÉRT) művelődési szaktestületében és a román-magyar kormányközi vegyes bizottságban az RMDSZ-t képviseli.